# أرض غوشان

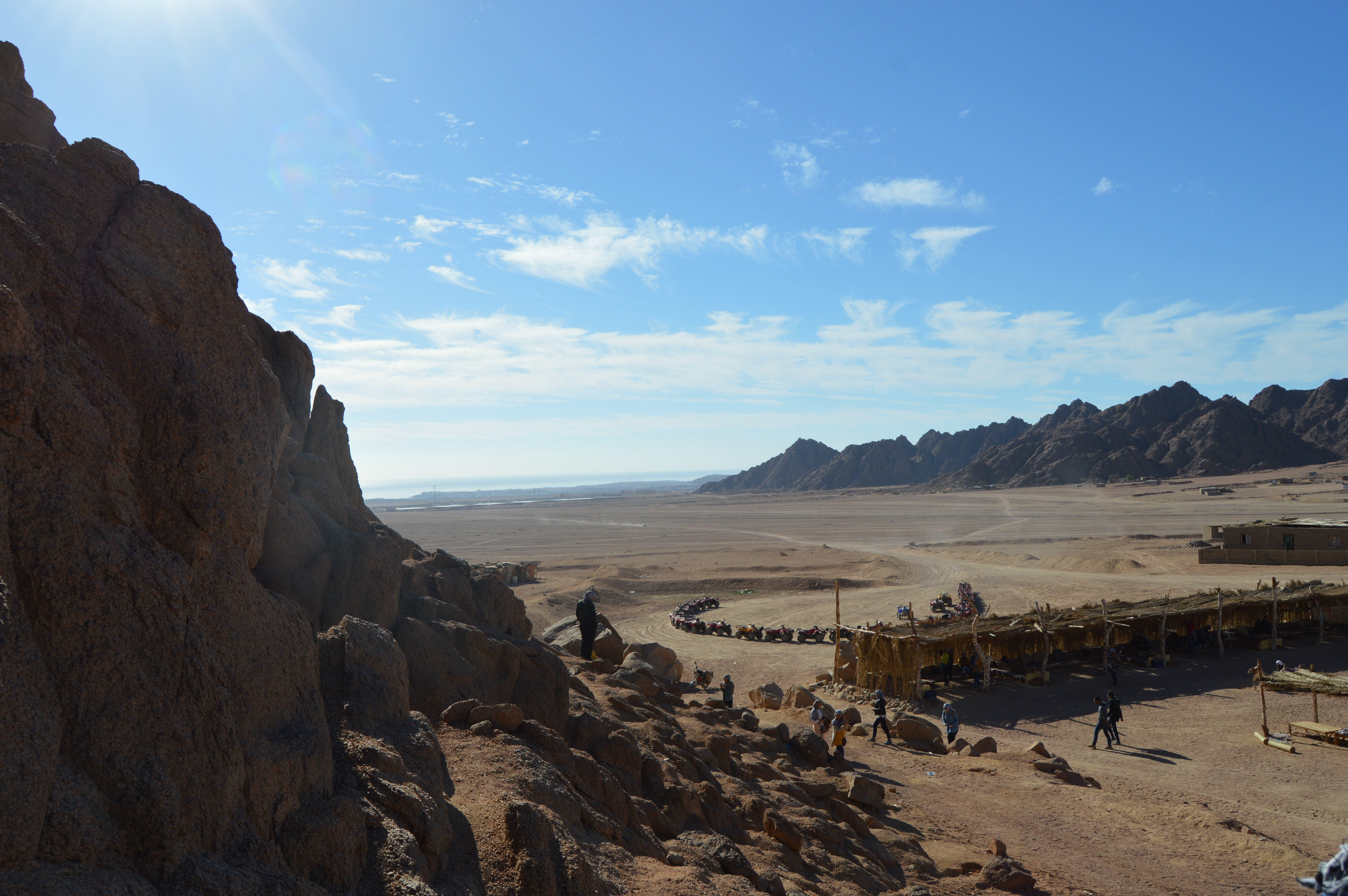
الصحراء الشرقية

ارض غوشان (بالعبرية:גושן) وتسمى أيضا صفط الحنا وهي أرض تقع في مصر وهي أرض خصيبه كثيرة المرعى للقطعان والمواشي واقعة في شرق الدلتا وهي المعروفة أيضا بالشرقية الممتدة من جوار ابي زعبل إلى البحر ومن برية جعفر إلى وادي توميلات وهي جزء من ارض رمسيس الثاني والتي سكنها بنو إسرائيل في مصر ويرى البعض علماء المصريات أنها من الكلمة المصرية القديمة قاس التي تعني الأرض المغمورة بالماء (بالعبرية:כדור הארץ מוצף) إذ يبدو أنها كانت المنطقة التي أطلق عليها الإغريق اسم الولاية العربية (بالعبرية:מדינה ערבית) والتي كانت عاصمتها فاقوسة باللغة المصرية يسكب وقد رأى فان در هاردت منذ أكثر من قرن ونصف انها المنطقة المجاورة لبيسوبت تل بسطة أو كفر الشنهاب على بعد نحو ستة أميال شرقي مدينة الزقازيق، ولكن الأغلب أن فاقوسه هي تل الفاقوس على بعد خمسة أميال من صوعن ويبدو أنها هي مدينة العربية التي قالت عنها القديس سلفيار في نحو 385 ميلادي أنها هي ارض غوشان

## غوشان في مصر
منطقة كنعان في مصر 
وفقًا لرواية يوسف في سفر التكوين، عانى أبناء يعقوب (إسرائيل) الذين كانوا يعيشون في الخليل من مجاعة شديدة استمرت سبع سنوات.

## التاريخ
الغزو المصري 
غزا المصريون بقيادة الملك المصري «وني» بلاد الشام في عهد الدولة المصرية الحديثة، حيث استمر غزوهم حوالي اثني عشر قرناً، علماً أن عدد جيشه لم يتجاوز بضعة عشرات من الألوف، وكان السبب الرئيسي لغزوه هو تهديد المصالح التجارية لمصر في بلاد الشام، حيث ابتدأ هجوم المصريين في معركة مجدو عام 1468 قبل الميلاد بقيادة «تحتمس الثالث»، في حين أن الجيش الذي قاتل المصريين كان عبارة عن حلف يتكون من 350 دويلة كنعانية، إلا أنّ الكنعانيين اضطروا للاستسلام بعد حصار استمر حوالي 7 أشهر على مدينة مجدو، حيث انتصر الجيش المصري.
 غزو الحيثيين 
قامت الدولة الحورية في المنطقة، وحدث صراع بينها وبين مصر في بلاد الشام، إلى أن أعلنوا السلم بزواج الملك المصري من ابنة الملك الحوري، الأمر الذي أدى إلى استقرار الأمور في شمال بلاد الشام للحوريين، في حين بقي جنوبها مع المصريين، إلا أن خلال هذه الفترة ادعى الملك الحموري «عبدي عشيرتا» رغبته بتوحيد بلاد الشام، حيث بدأ بالاستيلاء على الإمارات الأمورية والكنعانية، وبذلك استطاع بسط سيطرته على البلاد، إلا أنّ الحيثيين كانوا يدعمون الملك عبدي وابنه في توحيد بلاد الشام، وانتظروا إلى أن توحدت على أيديهم، ثمّ غزوها، وضموها إلى أراضيهم، علماً أن بعض المدن الشامية حاولت مقاومة ذلك إلا أنها فشلت، وأحس الفرعون «سيتوس الأول» بخطر الحيثيين، الأمر الذي دفعه لاسترجاع بعض المدن الشامية، مثل: حوران ومجدو، وعقد الملك الحيثي «موواتالي» معاهدة سلام مع المصريين، بحيث يظل النصف الجنوبي مع المصريين، والجزء الشمالي مع الحيثيين.